# Шлиман, Агамемнон
Агаме́мнон Шли́ман (греч. Αγαμέμνων Σλήμαν, 16 марта 1878—1954) — греческий дипломат и политик, сын известного археолога Генриха Шлимана и его второй жены Софии.

## Биография
Родился в Афинах в 1878 году, для его матери это была пятая беременность и вторая, окончившаяся благополучно. Был назван в честь мифологического персонажа — царя Микен, в которых его отец и мать вели тогда раскопки. Генрих Шлиман после рождения провёл следующую церемонию — вынес младенца на крышу, посвятив его Солнцу, а затем коснулся головы томом Гомера. Непосредственно во время крещения Шлиман попытался измерить температуру святой воды, и едва не сорвал таинство. 
Отец скончался, когда Агамемнону было 12 лет. Образование и докторскую степень получил в Париже, где по завещанию ему был оставлен дом, также он владел обширными поместьями в Фессалии. В 1902 году во время морского путешествия встретил 16-летнюю американку Надин де Борнеман, и женился на ней в Нью-Йорке. Тогда же он принял американское гражданство, которое имел и его отец.
Сделал в Греции политическую карьеру, был депутатом парламента (представлял Лариссу), и в 1914 году был назначен послом в США. После развода с Н. де Борнеман испытывал серьёзные финансовые трудности, так что в 1926 году его мать даже продала семейную резиденцию «Илиу Мелатрон», чтобы помочь сыну. В 1935 году был губернатором Эпира. В дальнейшем  жил во Франции, где небезуспешно пытался бороться против немецкой оккупации Греции. После войны был назначен посланником во Франции. Был женат во второй раз, но и этот брак был бездетным. Скончался и был похоронен в Париже.